# 分配算
分配算（ぶんぱいざん）とは算数における文章題の一つで、区別のつかないある物を何人かに、特に非均等に分けたり、カンパしたりするときの銘々の個数を、和差算や還元算を利用して解く方法である。割合を(1), (2) …といった丸数字などを利用して解くのでマルイチ算とも言う。

## 例題
何個かあるお菓子をA君、B君、C君に分けます。まず10個ずつ配りました。次に、残り全てを3:4:5の比に分けてそれぞれA君、B君、C君に配りました。すると、B君とC君がもらったお菓子の個数の比は9:10になりました。A君はお菓子を何個もらいましたか。また、お菓子は全部で何個ありましたか。

## 解答例
10個ずつもらった後のA, B, Cの個数をそれぞれ(3), (4), (5)とする。
BとCの個数の差は、10個ずつもらった時点では0であるから、
(10+(5)) − (10+(4)) = (5) − (4) = (1)
が、9 : 10 の差1に当たる。
よって、B, Cの最後の個数はそれぞれ(9), (10)であり、
(9) − (4) = (10) − (5) = 10
となる。よって
(1) = 10
である。A君のもらった個数は
10 + (3) = 10 + 6 = 16(個)
お菓子の合計は
16 + 18 + 20 = 54(個)
■答え■ A君の貰った個数は16個、お菓子の合計は54個

## 別解
ABCがもらった数は(3,4,5)(6,8,10)(9,12,15)など複数考えられ、不明。
そこで、どの数が来ても対処できるように、(3x:4x:5x)としておく。
よって、(B:C)=(4x+10:5x+10)=(9:10)より、x=2となる。
故に、Aは10+6=16個貰えた。お菓子の合計は、6+8+10+3×10=54個